# 若望二十三世
聖若望二十三世（拉丁語：Sanctus Ioannes PP. XXIII；1881年11月25日—1963年6月3日）原名安杰洛·若瑟·龙嘉利（義大利語：Angelo Giuseppe Roncalli）；于1958年10月8日至1963年6月3日出任教宗，是歷代教宗中頗受敬重的一位。曾召開第二次梵蒂冈大公会议，提倡“清廉教會”，1963年4月发布著名教宗通谕《和平于世》。

## 譯名
- 若望二十三世：天主教香港教區禮儀委員會：禧年專頁 （页面存档备份，存于）、香港天主教教區檔案　歷任教宗、《大英簡明百科知識庫》2005年版、國立編譯舘作若望。
- 约翰二十三世：《世界人名翻譯大辭典》1993年版作“約翰”。

## 早年
他於1881年11月25日於義大利贝加莫省出生，5歲接受基督教育，十二歲於貝加莫修院就讀，二十歲於羅馬修院就讀。曾因參加義大利步兵而輟學一年。1904年，在貝加莫擔任主教秘書，與主教分擔牧靈工作。
1915年第一次世界大戰期間入伍從軍，在貝加莫醫院照顧傷患。戰後在羅馬擔任行政工作、公教婦女會與公青會的指導神父、設立一些教區的教育活動等。
- 1925年－1953年任圣座駐外大使
  - 1925年－1934年：駐保加利亞代表
  - 1934年－1944年：駐土耳其大使
  - 1944年－1953年：駐法國大使
- 1953年任威尼斯宗主教

這些經驗對其將來擔任教宗時有很大的幫助。尤其是在各國擔任圣座大使的经历使其更加渴望基督肢體的合一。而在威尼斯宗主教區任宗主教的经验則讓其有機會發揮牧靈與治理教會的才能。

## 當選教宗

教宗若望二十三世之牧徽

1958年，教宗庇護十二世逝世。龍嘉利樞機當選教宗，时年77歲，以此高齡當選，人們普遍認為他只是一個過渡時期的教宗，沒想到他卻帶領天主教進入一個新的時代。

## 任內成就

### 擢昇樞機
若望二十三世任教宗之初即擢昇八十七位樞機，跨國際性的包含多位發展中國家主教、黑人主教、非意大利籍主教。這也是有史以來最多的一次。

### 通諭、劝諭、書信
- 1959年6月29日，發表《在伯多祿座位》：解釋真理、合一與和平的意義。
- 1959年7月31日，發表《我們的鐸職之始》：紀念法國亞爾斯本堂神父聖味亞奈逝世一百週年，並解釋司鐸生活問題。
- 1959年9月29日，發表《歡快回憶》通諭。
- 1959年11月28日，發表《牧者的王子》：紀念教宗本篤十五世《天至大通諭》四十週年，論傳教事工與訓練本地神職之目標。
- 1961年5月15日，發表《慈母與導師》（Mater et Magistra），論近代社會問題，強調個人與社會團體間的合作，反對民族或階級鬥爭。
- 1961年11月11日，發表《上主永恆的智慧》：紀念聖良一世大教宗。
- 1962年7月1日，發表《為罪懺悔》：解釋告罪聖禮的重要性。
- 1963年4月11日，發表《和平於世》通諭，強調以和平與國家平等、合作、互信取代武備競爭，若望二十三世亦因此通諭被稱為「和平教宗」。

### 梵二大公會議

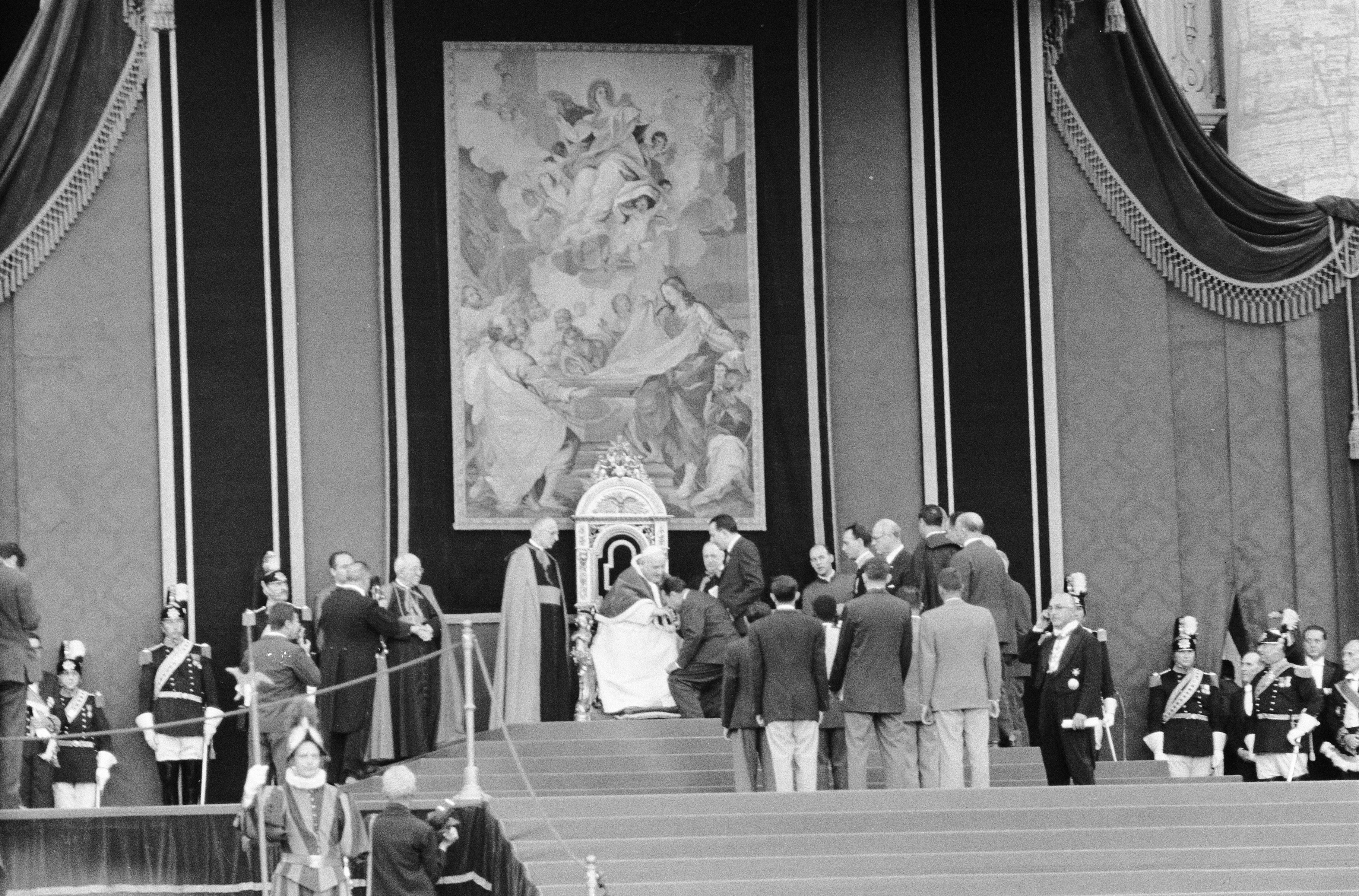
1960年8月28日，若望二十三世接見1960年夏季奧運會運動員

- 背景：當時二十世紀中期，科技與科學普遍進步。由於電能的廣泛使用及汽車、報紙、廣播媒體、電視、飛機、無線電、原子能的出現，人們生活水平提升，但隨之而來的是貧富懸殊、城鄉差距的擴大及民族主義的興起。天主教在第一次梵蒂岡會議後鞏固了教會的權威，與此同時世界三分之一的人民生活在共產無神政府的統治之下。面臨社會文化、生活水平、公共道德的極劇變化，教會須進行改革以適應時代。基於此，若望於上任第三個月即提出召開第二次梵蒂岡會議的構想。
- 目的：將各項議題提交討論

1. 使教會適應時代（Aggiornamento）
2. 改進教會教牧工作
3. 恢復教友活力，增進教友信仰

- 貢獻與決議：

1. 邀請遠東與非洲地區主教出席，及基督新教各宗派人士列席旁聽。
2. 發表普世合一的通諭，承認與天主教無關的教會同屬基督的教會，並準備參與普世教會運動。
3. 發表宗教自由宣言，宣認個人與團體均享有宗教自由。
4. 發表禮儀憲章，授權各國的教會在儀式中使用本國語言。
5. 強調聖經重要性。

- 會議結束時間：直至1965年保祿六世任內才結束。

### 列聖品
- 將額我略巴貝利哥及方濟康波羅素等人列入聖品。
- 將艾蓮納奎拉及伊利沙白色東列入真福品。

### 大公合一運動
為若望教宗任內最重要的一件議程，促進與其他宗教的合一。
- 為了重修與東正教之間的關係，派代表參加普世基督宗教會議。1960年成立「促進基督合一」秘書處，主席為耶穌會的貝亞樞機主教。
- 1961年派代表訪問君士坦丁堡宗主教，並於同年11月在印度新德里召開世界宗教會議。
- 與猶太教修好，刪除彌撒經文中「為固執」的猶太人祈禱等字。

### 外交
- 1959年：資助美金10萬元予輔仁大學在台復校。
- 1962年，他最後一次訪問美國，受到甘迺迪總統熱情款待。
- 1963年首次會見義大利總統。
- 與蘇聯對談，關心鐵幕中的教會。

## 逝世

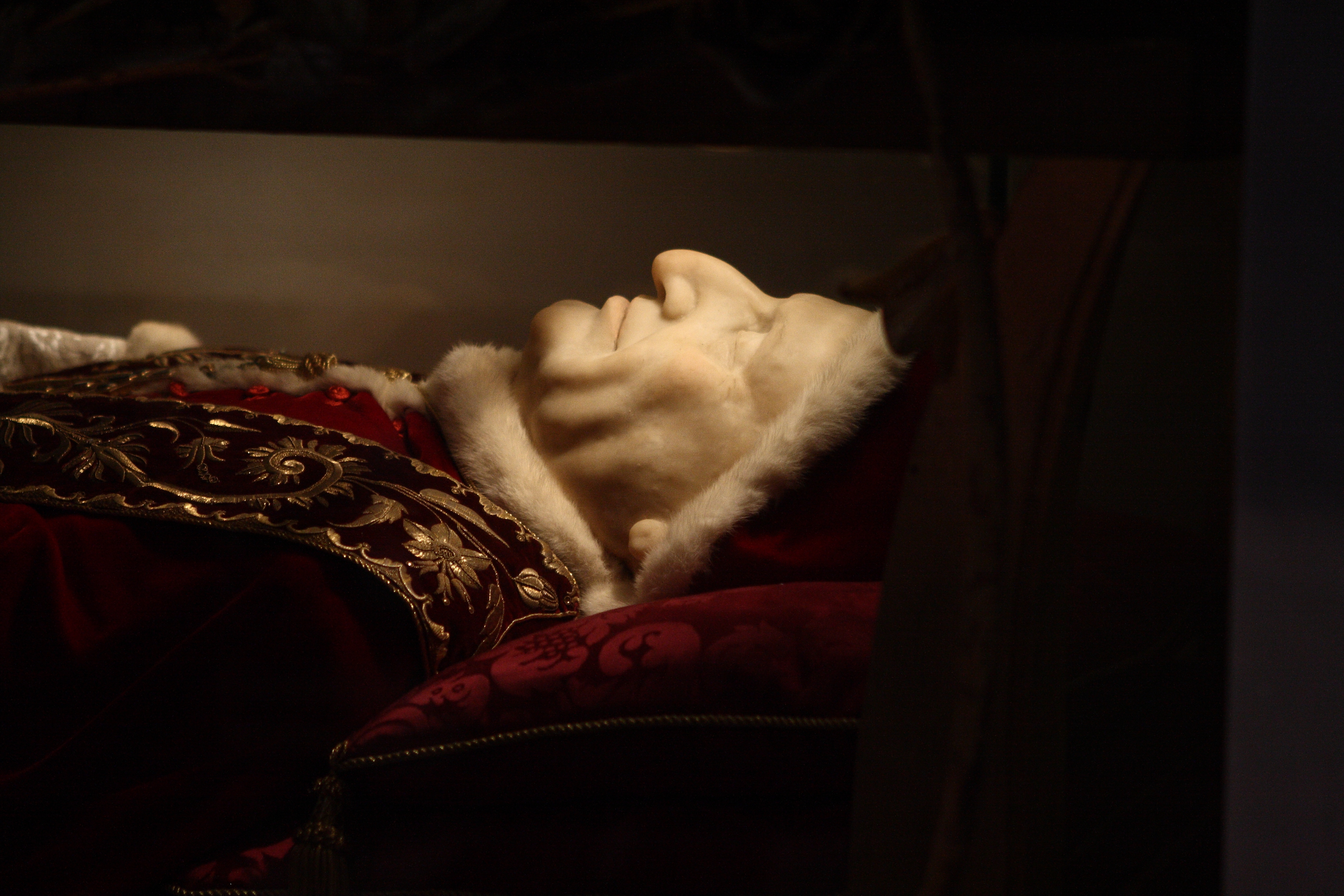
教宗若望二十三世之聖髑特寫

於1963年6月3日逝世，享年82歲。在位时间雖然仅有四年七個月，卻為普世的信徒所哀悼，包括了天主教徒、新教徒、東正教徒、猶太教徒及無信仰者。最後以「善良的教宗若望」之稱名垂史冊。

## 封聖
2000年，若望二十三世因為1966年加大利納．卡皮塔尼（Caterina Capitani）修女的奇蹟痊癒而獲時任教宗若望保祿二世列為真福品。
2013年7月5日，梵蒂岡證實教宗方濟各特例通過了若望二十三世在缺少第二次奇蹟下的聖人列品案。2014年4月27日，和教宗若望保祿二世同時進行封聖儀式。

## 相關出版品
- 《靈修日記》：於逝世後出版的作品